# بانیو آنتزینو
بانیو آنتزینو (به ایتالیایی: Bannio Anzino) یک کومونه در ایتالیا است که در استان وربانو-کوزیو-اوسولا واقع شده‌است. بانیو آنتزینو ۳۸٫۹۸ کیلومتر مربع مساحت و ۵۳۹ نفر جمعیت دارد و ۶۶۹ متر بالاتر از سطح دریا واقع شده‌است.